# Molophilus daimio
Molophilus daimio är en tvåvingeart som beskrevs av Alexander 1953. Molophilus daimio ingår i släktet Molophilus och familjen småharkrankar. Inga underarter finns listade i Catalogue of Life.